# 勒兹万·马林
勒兹万·加布里埃尔·马林（羅馬尼亞語：Răzvan Gabriel Marin，發音：[rəzˈvan ɡabriˈel maˈrin]；1996年5月23日—），罗马尼亚职业足球运动员，在意甲卡利亚里和罗马尼亚国家队担任中场球员。